# 신민재 (1996년)
신민재(申珉宰, 1996년 1월 21일~)는 대한민국의 야구 선수로 KBO 리그 LG 트윈스의 내야수로 뛰고 있다.

## 선수 경력
신민재는 1996년 인천광역시 연수구에서 태어났다.
2015년 두산 베어스에 육성 선수로 입단하여 프로 선수 경력을 시작했다. 그는 두산 1군에 등록되지는 않았으며 KBO 퓨처스리그 경기를 뛰다가 사회복무요원으로 군 복무를 했다.
군 복무를 마친 후 2018년 KBO 리그 2차 드래프트를 통해 LG 트윈스로 이적하였다. 2019년 3월 23일 KIA전에서 대주자로 출전하며 데뷔 첫 경기를 치렀고, 타석에는 들어서지 못했다. 2019년 4월 5일 kt전에서 데뷔 첫 안타를 기록했다.
2020년 11월 2일 키움 히어로즈와의 와일드카드 1차전 연장전에서 끝내기 안타를 쳐 내며 팀을 준플레이오프로 이끌었고, 와일드카드 MVP에 선정됐다. 
2023년 시즌에는 주전 2루수로 활동하며 도루 부문 2위를 기록했다. 한국시리즈 5차전에서 우승을 확정짓는 마지막 아웃을 잡아냈다.

## 응원가
- LG 트윈스 시절
  - 날려버려! 날려버려! 안!타!신!민!재!(×4)

## 출신 학교
- 인천서흥초등학교
- 동인천중학교
- 인천고등학교

## 통산 기록
| 연도 | 팀명  | 타율  | 경기 | 타수 | 득점 | 안타 | 2루타 | 3루타 | 홈런 | 루타 | 타점 | 도루 | 도실 | 볼넷 | 사구 | 삼진 | 병살 | 실책 |
| ---- | ----- | ----- | ---- | ---- | ---- | ---- | ----- | ----- | ---- | ---- | ---- | ---- | ---- | ---- | ---- | ---- | ---- | ---- |
| 2019 | LG    | 0.235 | 81   | 81   | 25   | 19   | 3     | 0     | 0    | 22   | 5    | 10   | 8    | 8    | 3    | 17   | 0    | 0    |
| 2020 | LG    | 0.308 | 68   | 26   | 26   | 8    | 1     | 0     | 0    | 9    | 5    | 8    | 2    | 4    | 0    | 4    | 1    | 0    |
| 2021 | LG    | 0.130 | 32   | 23   | 8    | 3    | 0     | 0     | 0    | 3    | 2    | 2    | 1    | 4    | 0    | 6    | 0    | 1    |
| 2022 | LG    | 0.000 | 14   | 3    | 2    | 0    | 0     | 0     | 0    | 0    | 0    | 2    | 2    | 0    | 0    | 0    | 0    | 0    |
| 2023 | LG    | 0.277 | 122  | 282  | 47   | 78   | 5     | 2     | 0    | 87   | 28   | 37   | 17   | 29   | 1    | 34   | 5    | 9    |
| 2024 | LG    | 0.297 | 128  | 387  | 78   | 115  | 11    | 6     | 0    | 138  | 40   | 32   | 11   | 64   | 5    | 47   | 7    | 11   |
| 통산 | 6시즌 | 0.278 | 445  | 802  | 186  | 223  | 20    | 8     | 0    | 259  | 80   | 91   | 41   | 109  | 9    | 108  | 13   | 21   |